# Hněvotín
Hněvotín (německy Nebotein) je obec ležící v okrese Olomouc v Olomouckém kraji. Žije zde přibližně 1 900 obyvatel. Jeho katastrální území má rozlohu 1173 ha. V roce 2016 obdržel Hněvotín titul Vesnice roku Olomouckého kraje.

## Historie
První písemná zmínka o obci pochází z roku 1078. Ve 14. století byla na místě dnešního kostela menší stavba. Roku 1757 byla postavena barokní fara a až roku 1774 byl postaven barokní kostel sv. Leonarda. Kostel je ohrazen zdí a má vstupní bránu. V Hněvotíně žilo převážně německé obyvatelstvo, obec byla proto až do konce druhé světové války součástí olomouckého jazykového ostrova (v roce 1930 zde žilo celkem 1502 obyvatel, z toho 892 národnosti německé, 602 československé a 8 ostatních).

## Pamětihodnosti
- Kostel sv. Leonarda
- Výklenková kaplička – gloriet se sochou Panny Marie
- Krucifix u silnice do Lutína z roku 1765
- Krucifix při čp. 225
- rodinný dům čp. 409 z let 2005–2006 (minimalistická architektura)[6]

## Zajímavosti
- Hněvotín byl od 15. století známý domáckou produkcí selských tvarůžků.[7] Pozvolná změna nastala v druhé polovině 19. století, kdy se v roce 1870 z Hněvotína do Loštic odstěhovala vdova Anna Sekaninová s osmi dětmi. Ta v Lošticích otevřela domácí dílnu na tvarůžky. Do Hněvotína mimo jiných dovážel tvaroh i loštický povozník Josef Wessels, který se s výrobou tzv. tvarglí seznámil a roku 1876 otevřel v Lošticích vlastní, již řemeslnou výrobnu. V roce 1897 na svého otce navázal syn Alois, který vybudoval plnohodnotný potravinářský podnik A.W. 1876 - Olomoucké tvarůžky.[8][9]

## Fotogalerie

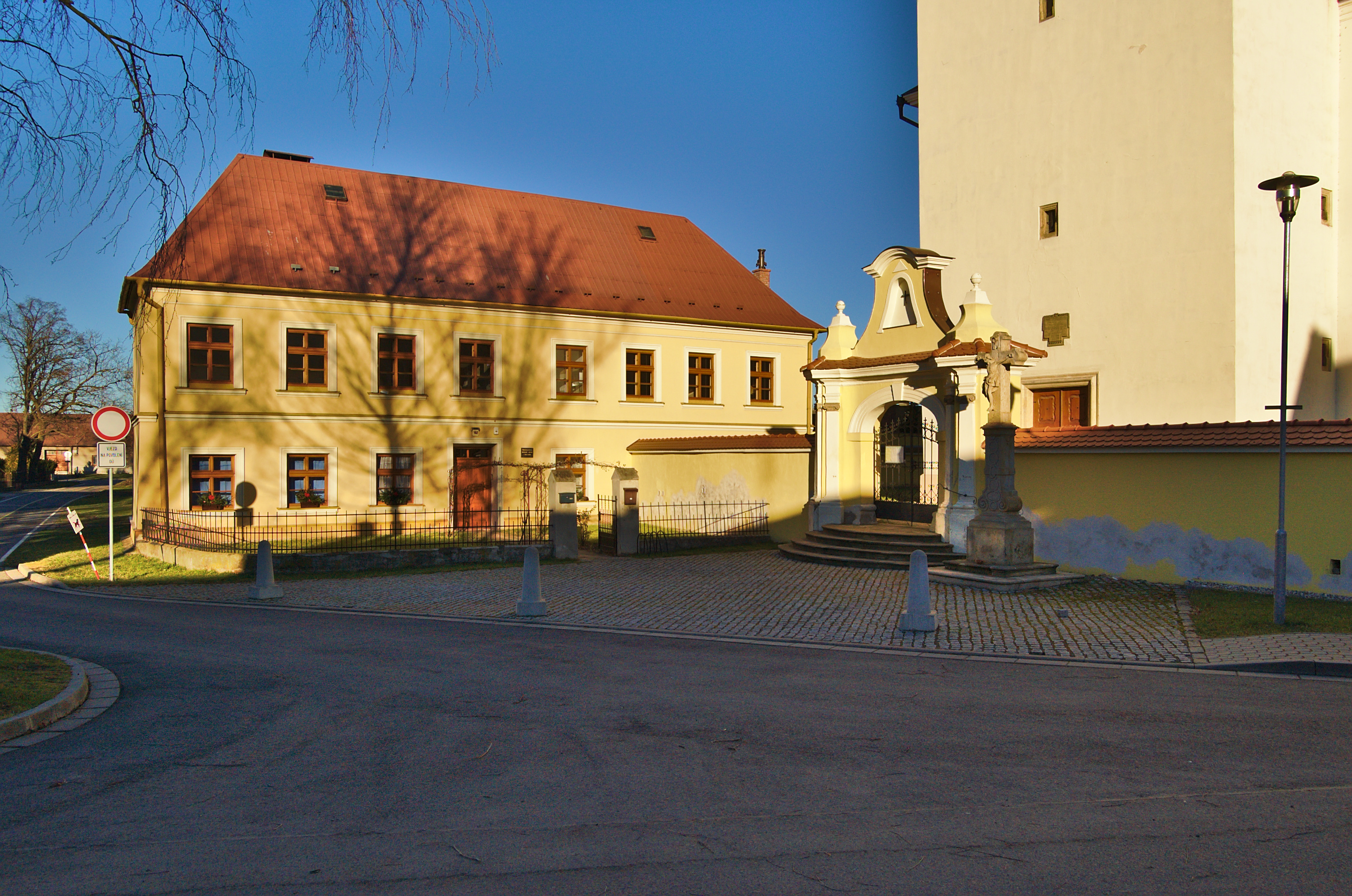
Fara
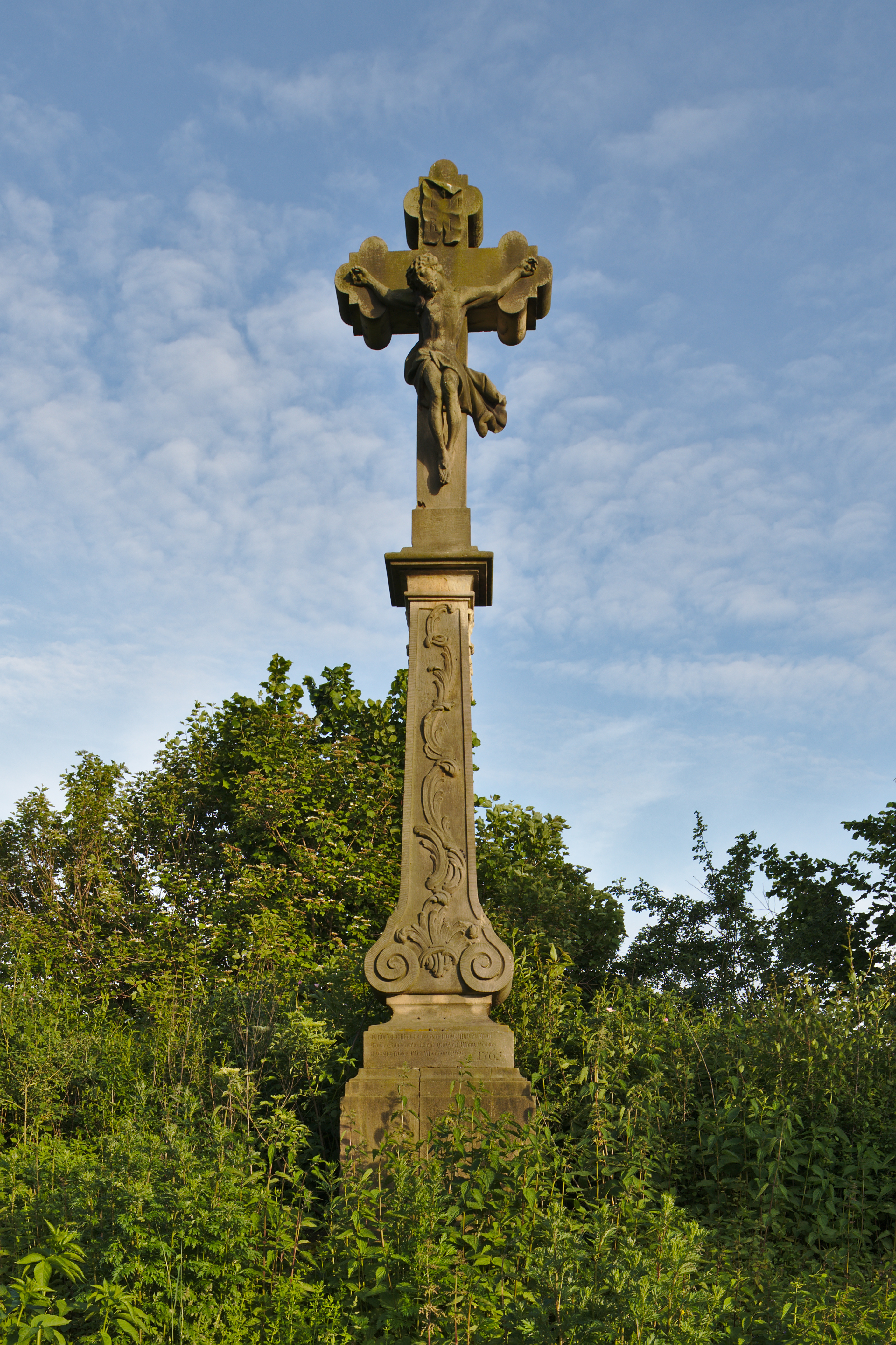
kříž u silnice do Lutína
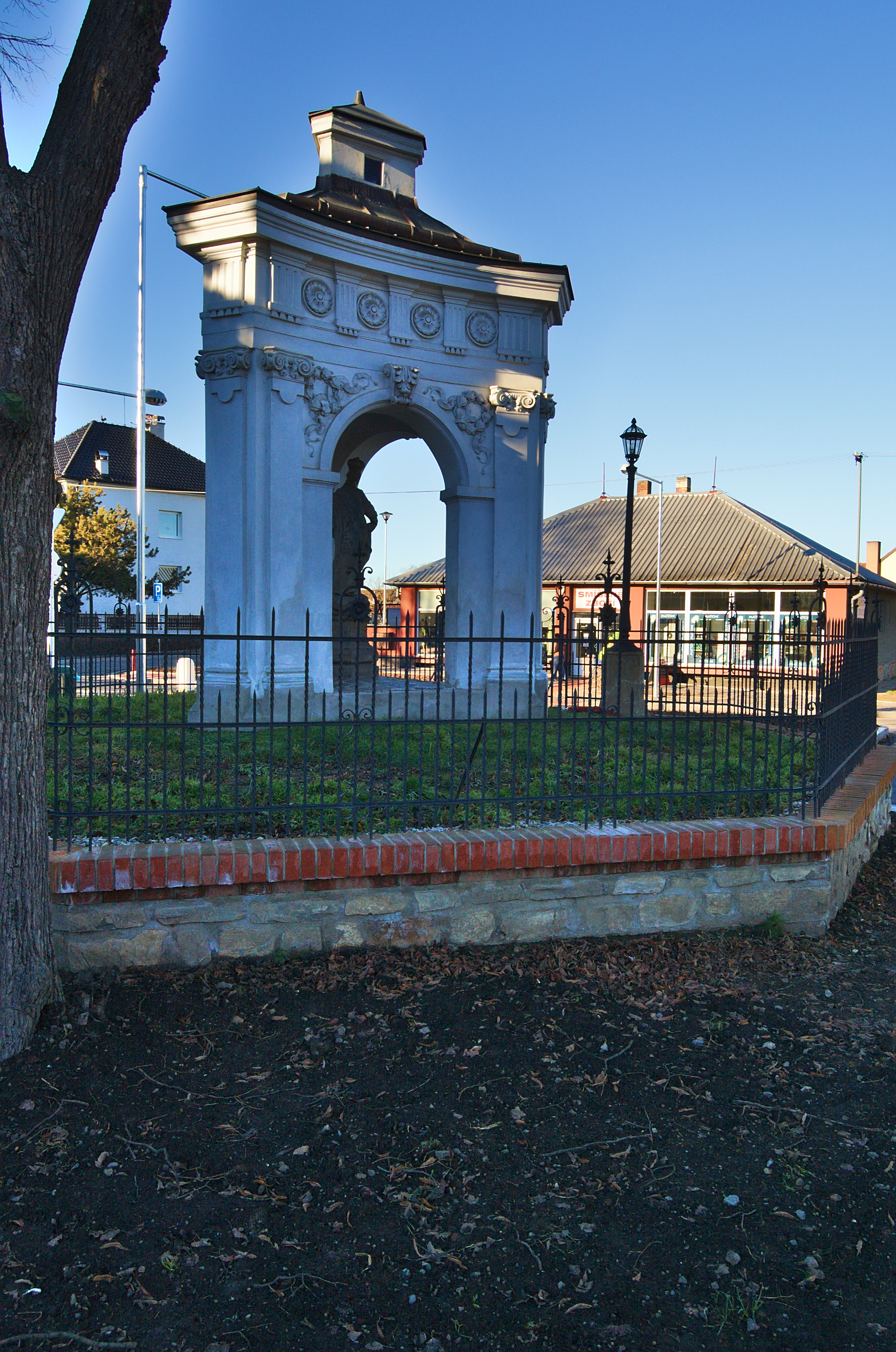
Výklenková kaplička – gloriet se sochou Panny Marie
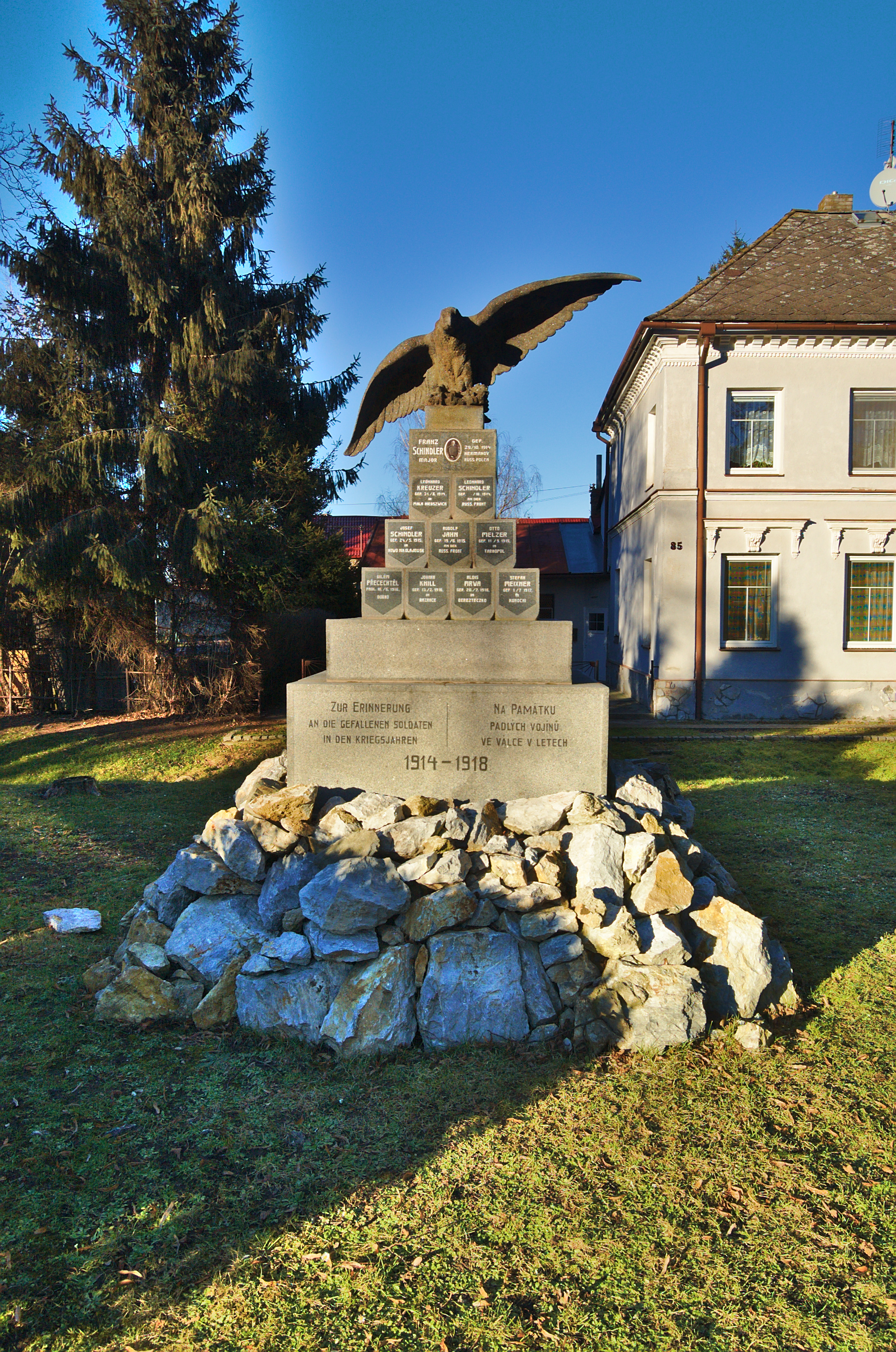
Památník obětem první světové války
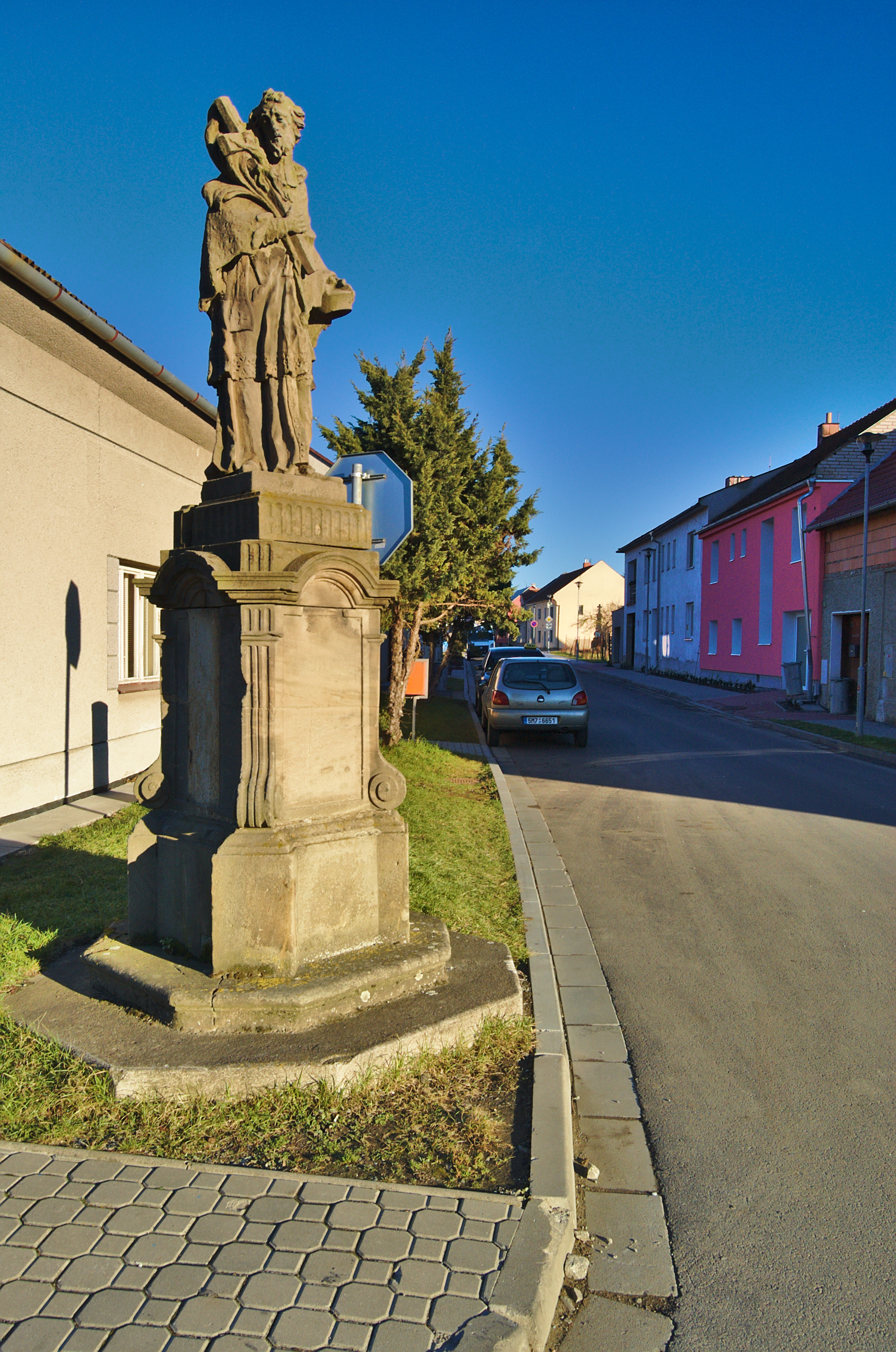
Socha před domem čp. 1
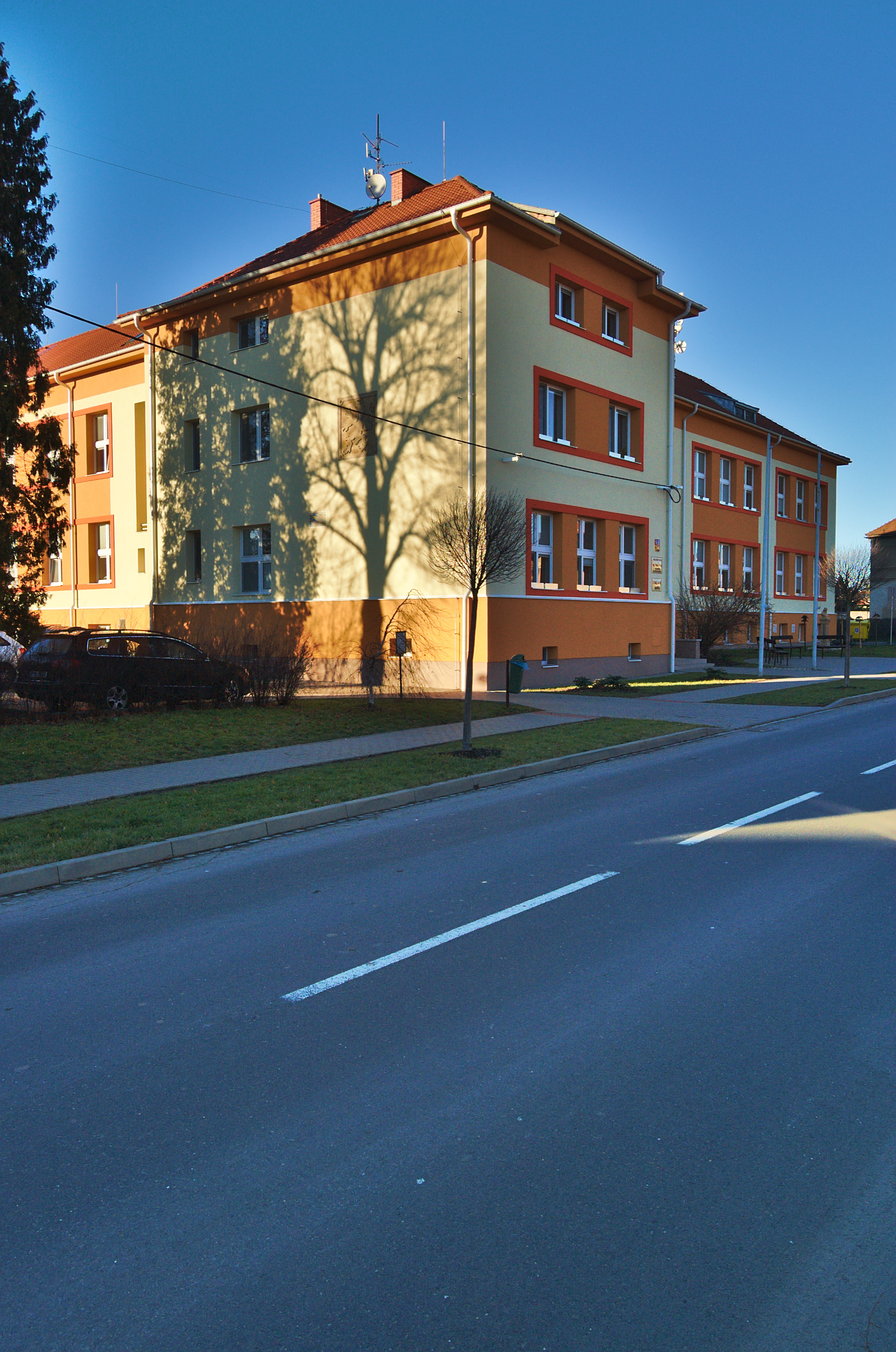
Základní škola
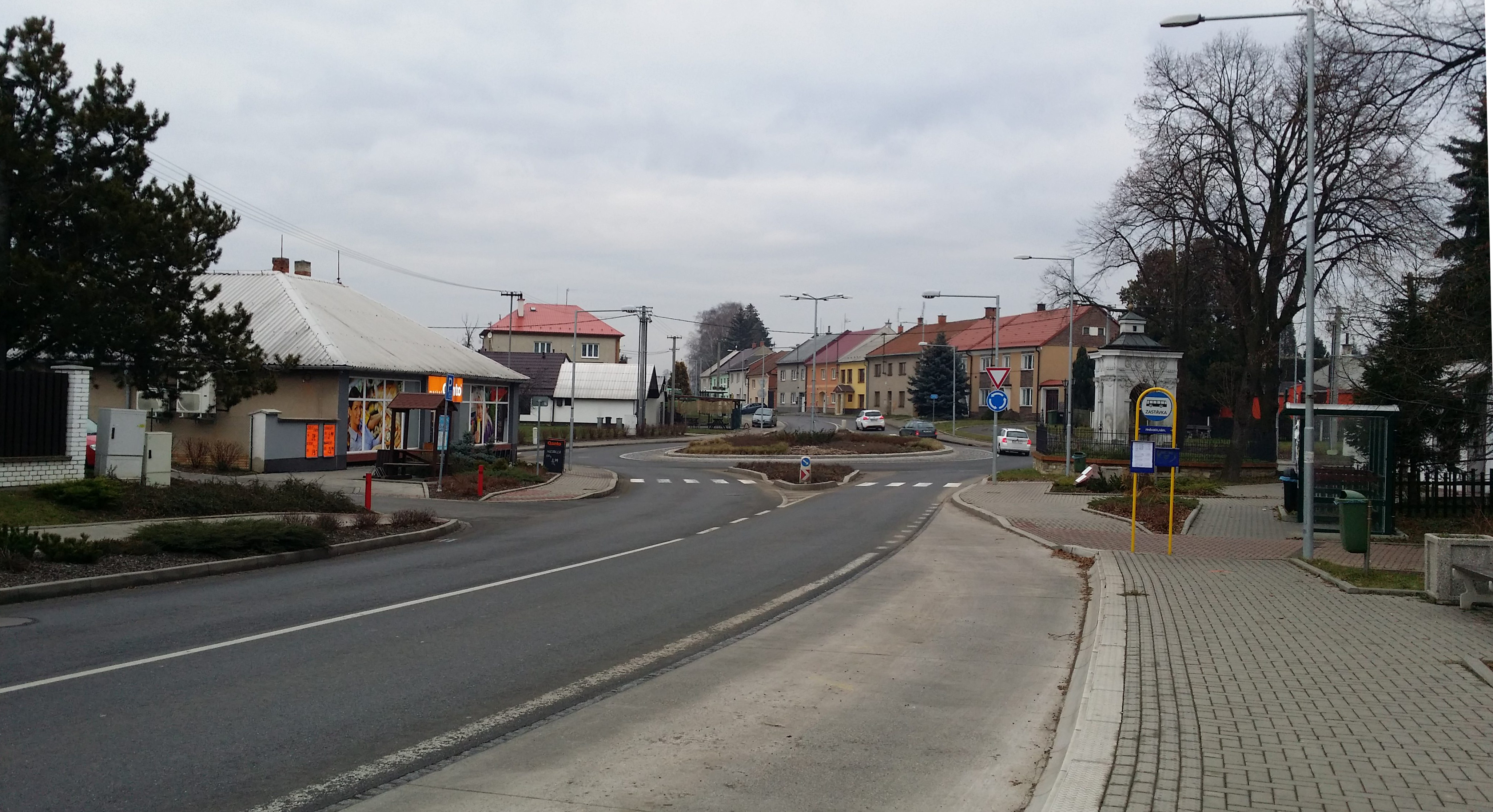
Hněvotínské náměstí